# مهتاب عباسي
مهتاب عباسي (بالأردية/ بالبشتوية: سردار مهتاب احمد خان عباسي) سياسي باكستاني من أبوت آباد بدأ حياته السياسية كمرشح مستقل في انتخابات عام 1985. فاز بمقاعد في كل من الجمعية الإقليمية والوطنية. كما فاز في جميع الانتخابات اللاحقة حتى انتخابات 2013.
شغل سردار مهتاب منصب حاكم مقاطعة خيبر بختونخوا في باكستان من 2014 إلى 2016، ورئيس وزراء مقاطعة خيبر باختونخوا من 1997 إلى 1999، والوزير الاتحادي للسكك الحديدية في 2008. ينتمي سياسياً إلى الرابطة الإسلامية الباكستانية (ن). شغل منصب عضو مجلس الشيوخ لمدة خمس سنوات بدأت في مارس 2003، حتى فاز بمقعد الدائرة الانتخابية إن إيه-16 (أيبت آباد-ll) في الجمعية الوطنية الباكستانية في الانتخابات العامة لعام 2008.